# دار زوزوفسکی
دار زوزوفسکی (عبری: דר זוזובסקי‎؛ زادهٔ ۲۴ فوریهٔ ۱۹۹۱) بازیگر و مدل اسرائیلی است. او به عنوان بازیگر در سریال‌های گروگان‌ها و زیبا و نانوا ایفای نقش کرده‌است.

## زندگی اولیه
زوزوفسکی در تل‌آویو، اسرائیل، از پدر و مادری اسرائیلی‌تبار با اصالت یهودیان اشکنازی (یهودیان لهستانی و یهودیان چکسلواکی) به دنیا آمد. در زبان عبری، نام کوچک او به معنی «مروارید» است. او همراه با برادر کوچک‌ترش در شهر همسایه، رمات هاشارون، بزرگ شد. زوزوفسکی زمانی مربی پیش‌آهنگان بود. او در سال ۲۰۰۹ از دبیرستان با گرایش تئاتر فارغ‌التحصیل شد.
پس از آن، او برای خدمت پیش از سربازی به‌عنوان مشاور در یک مدرسه شبانه‌روزی برای نوجوانان در معرض خطر داوطلب شد. در همان دوره، والدینش از هم جدا شدند و تصمیم به طلاق گرفتند. سپس به نیروهای دفاعی اسرائیل پیوست و به‌عنوان عکاس گروه‌های موسیقی نظامی اسرائیل خدمت کرد.

## حرفه
زوزوفسکی در سن ۱۵ سالگی مدلینگ را آغاز کرد. به‌عنوان مدل، او در کارزارهای تبلیغاتی برای اربن اوتفیترز، سامسونگ، سفورا شرکت کرده و در سال ۲۰۱۴ در یک مجموعهٔ ده‌صفحه‌ای برای نسخهٔ ایتالیایی مجله کازموپولیتن ظاهر شد. در سال ۲۰۱۶ او سخنگوی کاسترو، بزرگ‌ترین شرکت مد اسرائیل، شد.
در سال ۲۰۱۷، زوزوفسکی برای حضور در یک نقاشی دیواری در لس‌آنجلس اثر هنرمند معاصر اسرائیلی تومر پرتز انتخاب شد.

## زندگی شخصی
زوزوفسکی در سال ۲۰۱۴ با بازیگر و موسیقیدان اسرائیلی، لی بیران، وارد رابطه شد. آن‌ها در سال ۲۰۱۶ از هم جدا شدند. همان سال، مدتی کوتاه با موسیقیدان اسرائیلی اساف اویدان در ارتباط بود. در سال ۲۰۲۳ او با بازیگر ویکتور لارنس رابطه داشت که پس از کمتر از یک سال به پایان رسید.

## فیلم‌شناسی
| سال       | عنوان                                | نقش          | توضیحات                                                       |
| --------- | ------------------------------------ | ------------ | ------------------------------------------------------------- |
| ۲۰۱۲      | New York                             | هزی          | مجموعه تلویزیونی                                              |
| ۲۰۱۲      | گلخانه                               | ناتالی کلاین | مجموعه تلویزیونی                                              |
| ۲۰۱۳      | گروگان‌ها                             | نوآ دانون    | بازیگر فصل ۱                                                  |
| ۲۰۱۵      | Ibiza                                | رونا         | فیلم بلند                                                     |
| ۲۰۱۵      | Plan B                               | اوفری        | مجموعه کمدی گروه رسانه‌ای کشِت                                  |
| ۲۰۱۳–۲۰۱۶ | Scarred                              | نوهار شیف    | ۱۳ قسمت                                                       |
| ۲۰۱۷      | زیبا و نانوا                         | ادن / دانیلا | بازیگر فصل ۲                                                  |
| ۲۰۱۸      | Papa                                 | شیلا         | فیلم بلند                                                     |
| ۲۰۲۱      | بازمانده                             | لیا          |                                                               |
| ۲۰۲۴      | Een schitterend gebrek (یک نقص زیبا) | لوشیا        | فیلم بلند بر اساس رمان تاریخی «در چشمان لوشیا» اثر آرتور یاپن |